# Кріс Гардвік
Крістофер Райан «Кріс» Гардвік (англ. Christopher Ryan "Chris" Hardwick; нар. 23 листопада 1971 Луїсвілл (Кентуккі)) — американський актор, телеведучий, подкастер і стендап-комік. Найбільш відомий як ведучий шоу «Talking Dead». Також веде кілька інших афтер-шоу відповідних серіалів: Talking Bad, Talking Saul, Talking Preacher, Talking with Chris Hardwick тощо.

## Життєпис
Крістофер Райан Хардвік народився 23 листопада 1971 року в місті Луїсвілл, штат штат Кентуккі в родині професійного гравця в боулінг Біллі Гардвіка (1941—2013) та агента з нерухомості Шерон Гіллс. Його дідом по батьківській лінії був італо-американцем, який відкрив кегельбан, на якому зустрілися батьки Кріса. Гардвіка виховали в Католицькій вірі його матері. Він виріс в місті Мемфіс, штат Теннессі, відвідував школи Святого Бенедикта в Оберндейле, потім навчався в Єзуїтській школі «Регіс» в Колорадо, а закінчив середню школу «Лойола».
Гардвік закінчив Каліфорнійський університет у Лос-Анджелесі, де він перебував в суспільстві «Chi Phi» в перший рік навчання. Його сусідом по кімнаті був Віл Вітон, з яким вони познайомилися на показі фільму «Арахнофобія» в місті Бербанк, штат Каліфорнія.